# Скиту Фрумоаса (Бакау)
Скиту Фрумоаса (рум. Schitu Frumoasa) насеље је у Румунији у округу Бакау у општини Балкани. Oпштина се налази на надморској висини од 406 m.

## Становништво
Према подацима из 2002. године у насељу је живело 1998 становника, од којих су сви румунске националности.